# Rostkronad fnittertrast
För fågelarten Trochalopteron erythrocephalum, se kastanjekronad fnittertrast.
Rostkronad fnittertrast (Pterorhinus ruficeps) är en fågel i familjen fnittertrastar inom ordningen tättingar. Den förekommer enbart i bergsskogar på Taiwan. Trots sitt begränsade utbredningsområde anses beståndet ändå vara livskraftigt.

## Utseende och läte
Rostkronad fnittertrast är en rätt stor (28–30,5 cm) medlem av familjen. Ovansidan är brun med rostbrun hjässa och nacke. På undersidan är den vit på strupen, på buk och undergump kanelbeigefärgad. Ansiktet är svartaktigt och ögat vitt. Arten är mycket lik vitstrupig fnittertrast, men denna är rostfärgad endast på pannan, mindre beigetonad ovan, med ett tydligare bröstband mellan den vita strupen och buken, mörkare undersida, kortare näbb, längre vingar och stjärt och mycket mindre vita spetsar på stjärten. Lätena liknar vitstrupiga fnittertrasten, med svaga kvittriga kontaktläten och tunna genomträngande och gälla "tswiiiiii", "trssiiiii" or "dziiiiii".

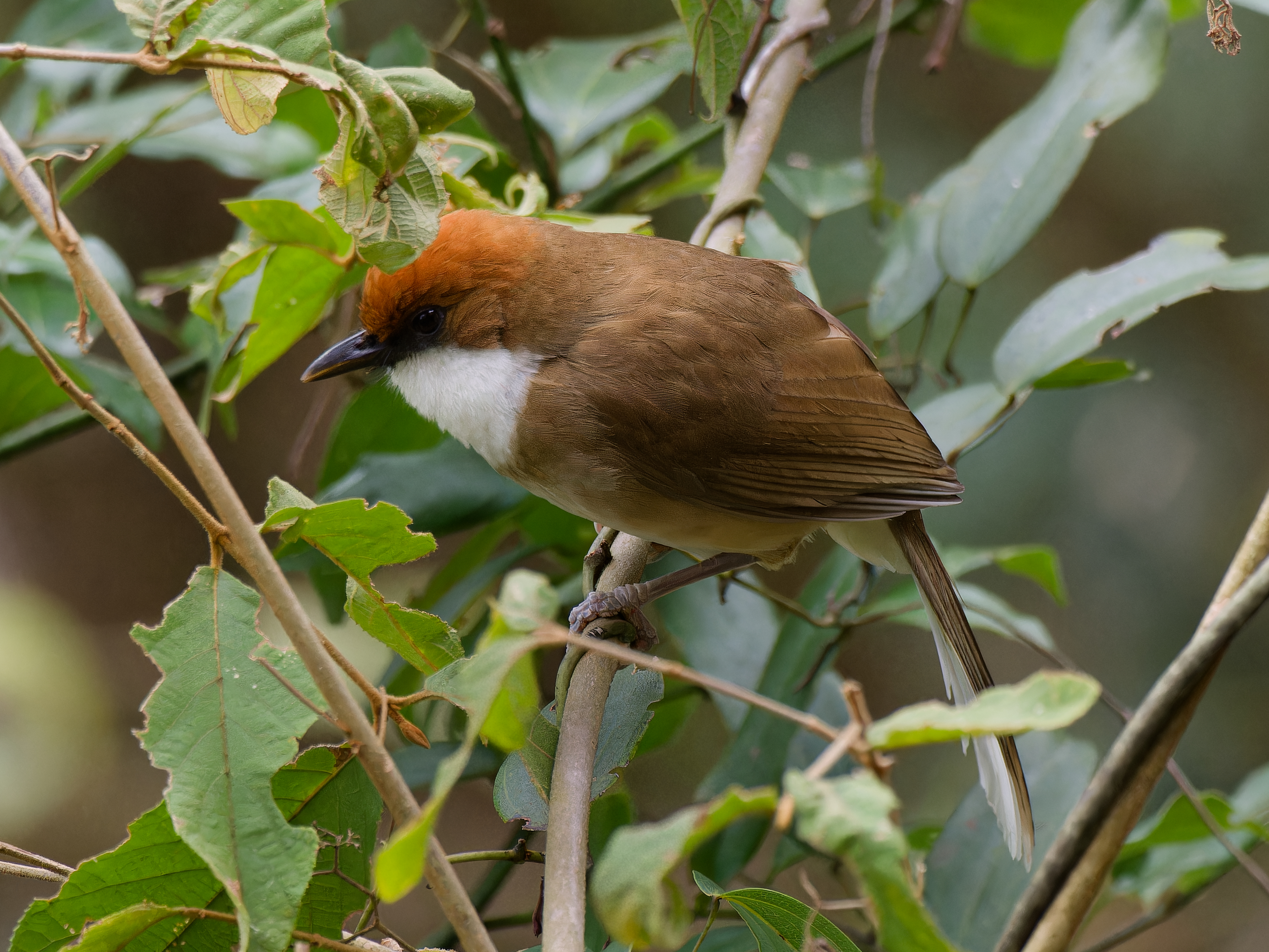

## Utbredning och systematik
Rostkronad fnittertrast förekommer enbart i bergsskogar på Taiwan. Vissa behandlar den som underart till vitstrupig fnittertrast. Den behandlas som monotypisk, det vill säga att den inte delas in i några underarter.

### Släktestillhörighet
Rostkronad fnittertrast placeras traditionellt i det stora fnittertrastsläktet Garrulax, men den taxonomiska auktoriteten Clements et al lyfte ut den och ett antal andra arter till släktet Ianthocincla efter DNA-studier. Senare studier visar att Garrulax består av flera, äldre utvecklingslinjer, även inom Ianthocincla. Författarna till studien rekommenderar därför att släktet delas upp ytterligare, på så sätt att rostkronad fnittertrast med släktingar lyfts ut till det egna släktet Pterorhinus. Idag följer tongivande International Ornithological Congress och även Clements et al dessa rekommendationer.

## Levnadssätt
Rostkronad fnittertrast hittas i gammelskog med ek, gran och ceder, i öppen ungskog och i buskmarker, ibland till och med vid öppna fält. Den påträffas på mellan 850 och 2300 meters höjd. Födan är okänd, men tros bestå av ryggradslösa djur och visst inslag av vegetabilier. Den ses vanligen i par eller i flocker med 15–20 individer, ofta tillsammans med nötskrika. Dess häckningsbiologi är okänd.

## Status och hot
Rostkronad fnittertrast har ett begränsat utbredningsområde, men populationen tros vara stabil. Den tros inte heller vara hotad av habitatförstörelse i form av skogsavverkning eftersom den verkar nyttja även ungskog och buskmarker. Internationella naturvårdsunionen IUCN listar därför arten som livskraftig, men noterar att dess bestånd bör övervakas för eventuella framtida förändringar. Fågeln beskrivs som sparsamt förekommande till ganska vanlig. Beståndet har uppskattats till i storleksordningen 100–10 000 häckande par.

## Namn
Fågelns vetenskapliga artnamn ruficeps betyder just "rosthättad".